# Thüringer Wollgarnspinnerei

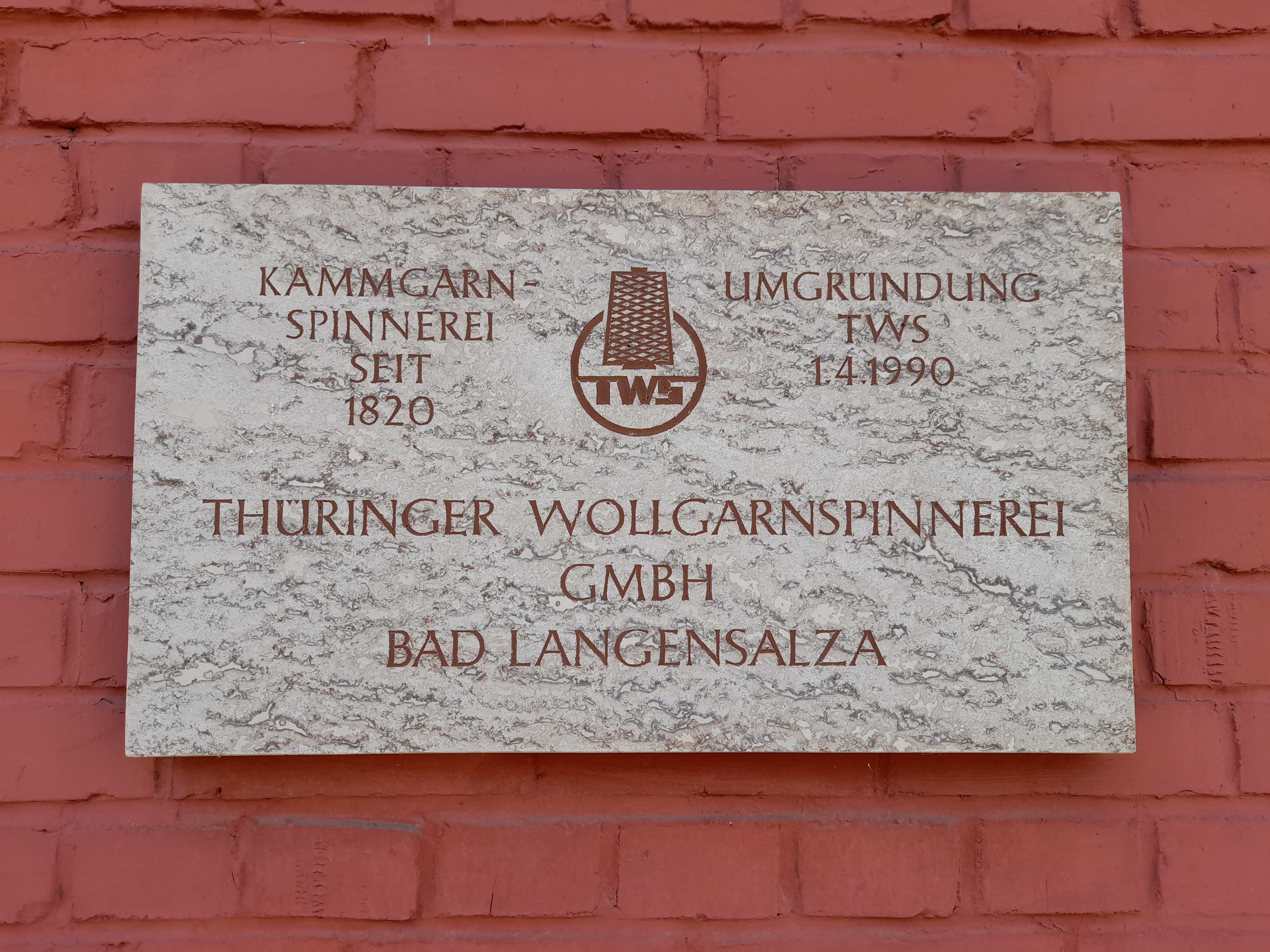
Thüringer Wollgarnspinnerei Bad Langensalza

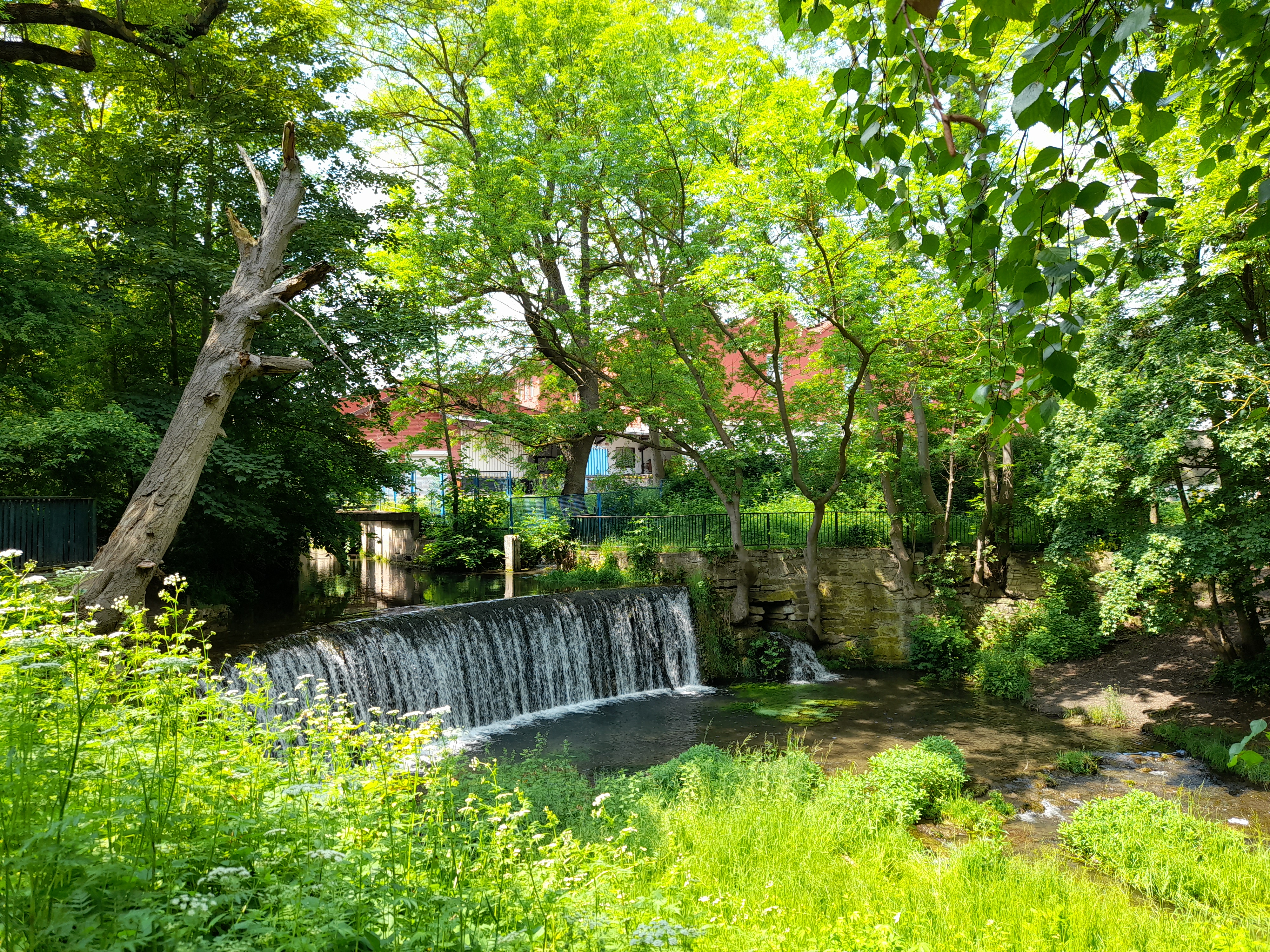
Das Wehr an der Obermühle

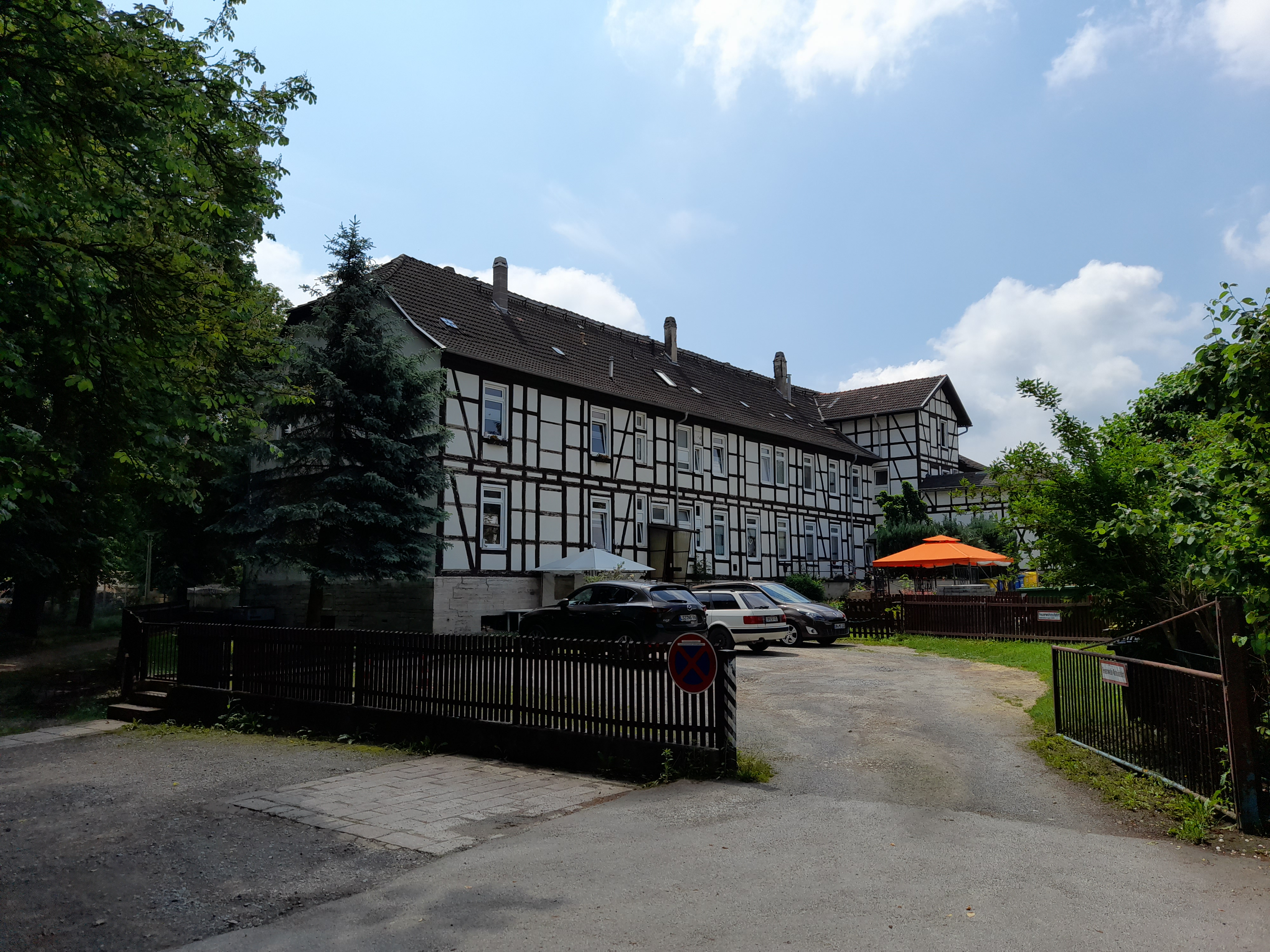
Historisches Spinnereigebäude vor dem Westtor 1

Die Thüringer Wollgarnspinnerei war ein deutsches Unternehmen der Textilindustrie in Bad Langensalza, das als Kammgarnspinnerei von 1803 bis 2019 bestand.

## Geschichte

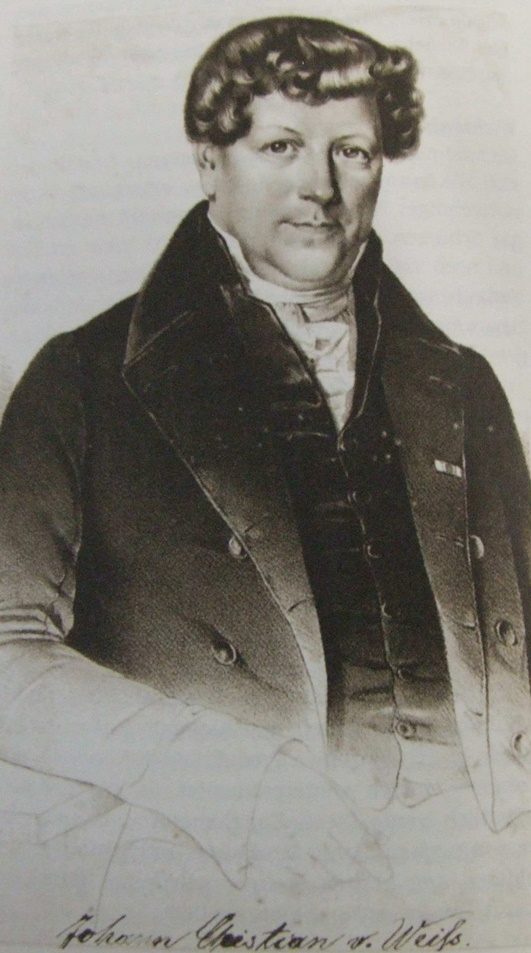
Johann Christian Weiß (1759–1850)

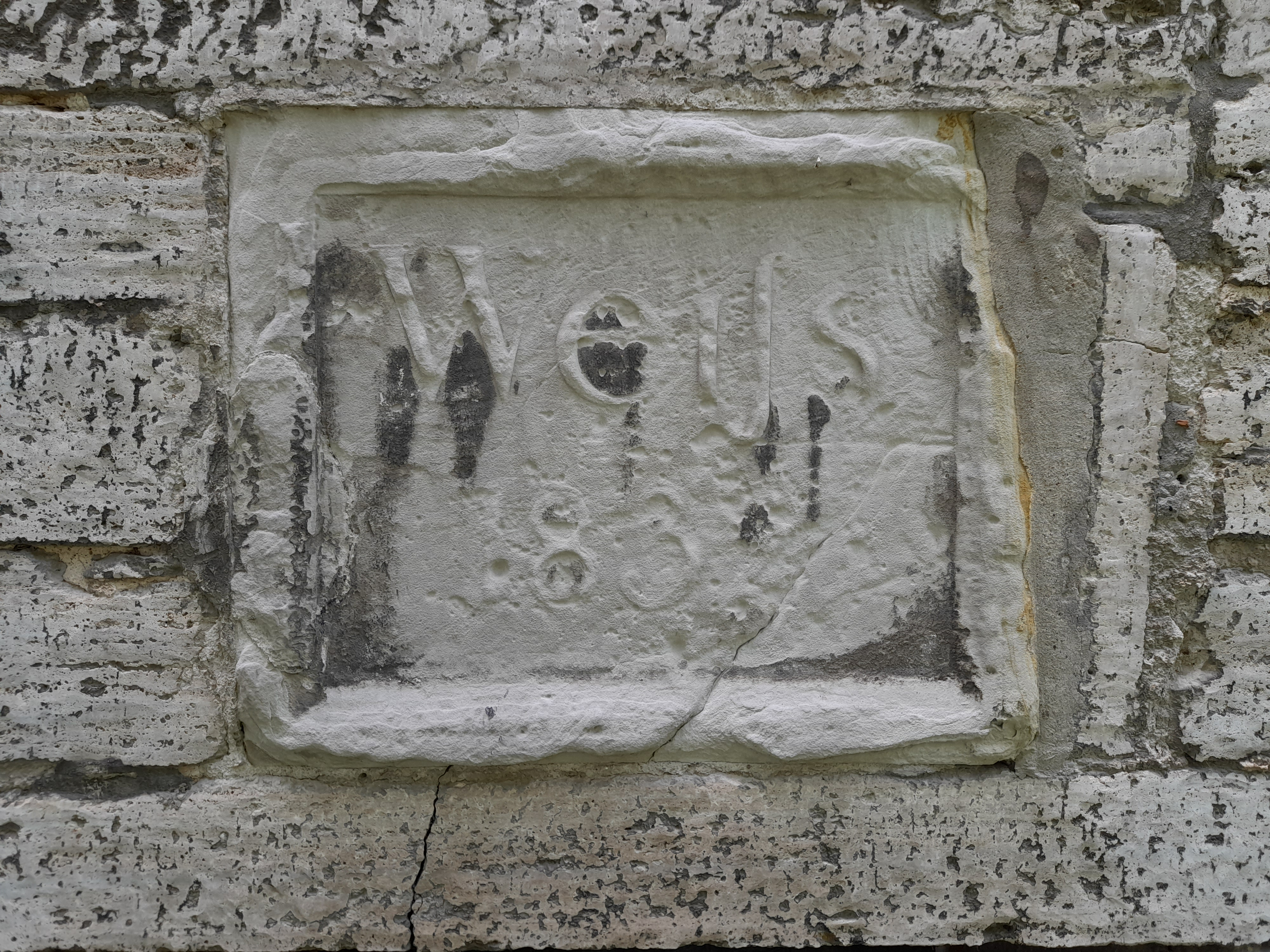
Grundstein mit Datum 1832

### Gründung als Familienunternehmen durch Johann Christian Weiß
Johann Christian Weiß, der 1799 Spinnereien in England und Frankreich kennengelernt hatte, gründete 1803 die erste Baumwollspinnerei an der Obermühle in Langensalza. Diese stellte jedoch ab 1806 aufgrund der Kontinentalsperre als Flachsspinnerei auf Leinen und später auf Wolle um. Das Unternehmen nannte er zunächst Johann Christian Weiß jun., nach Aufnahme seines Vaters und seines Onkels Christian August als Teilhaber lautete die Firma Johann Weiß jun. & Co. 1816 spaltete sich dieses Unternehmen auf in Weiß jun. & Co. (Johann Christian Weiß) und Weiß & Söhne (Christian August Weiß). In das Unternehmen Weiß jun. & Co. traten Johann Christians Brüder Ferdinand Ludwig (1793–1841) und Karl Emil (1797–1859) ein. Zwischen 1817 und 1820 erbaute Weiß eine maschinelle Kammgarnspinnerei in der Langensalzaer Obermühle als „eine der ersten in Deutschland“. Die benötigten Maschinen waren „zum großen Teil nach eigenen Konstruktionsangaben gebaut, wozu dürftig vorhandene Unterlagen dienten“, dadurch waren die Maschinen „von sehr primitiver Natur“. Weiß widmete sich mit „besonderer Hingabe“ der Maschinenkonstruktion und „war ständig bestrebt, Verbesserungen der Funktionsweise zu erreichen“. Ab 1819/1820 wurden die Spinnmaschinen durch eine Dampfmaschine angetrieben. Beliefert wurden vor allem Webereien im Vogtland. Diese Kammgarnspinnerei erwarb sich bald einen guten Namen und entwickelte sich zum größten Arbeitgeber der Stadt.
1826 zog Johann Christian Weiß nach Glücksbrunn, wo er ein noch größeres Anwesen erworben hatte, auf dem er ebenfalls eine Kammgarnspinnerei betrieb. Die Leitung der Fabrik in Langensalza überließ er seinen Brüdern, die 1832 ein neues, noch bestehendes Produktionsgebäude vor dem Westtor errichteten.

### Das Unternehmen unter Rudolph Weiß
1841, nach dem Tod von Ferdinand Ludwig Weiß, übernahm dessen Sohn Rudolph (1824–1893) die Leitung des Unternehmens und vergrößerte es. Er erwarb 1869 das ehemalige Kloster Zella, um auf den dortigen Ländereien offenbar Schafe zu halten und Wolle zu produzieren. 1880 verkaufte er jedoch die Flächen wieder und gründete eine wohltätige Stiftung zum Bau des heutigen Hufeland Klinikums Langensalza (an der nach ihm benannten Rudolph-Weiss-Straße). Im Unternehmen, das 1881 430 Personen beschäftigte, führte er soziale Neuerungen ein: Männer und Frauen erhielten den gleichen Lohn, 3,25 Mark pro Woche. Die elf Meister erhielten mit 6,50 Mark den doppelten Wochenlohn. 1883 erfolgte die Gründung einer Betriebskrankenkasse für die Mitarbeiter.

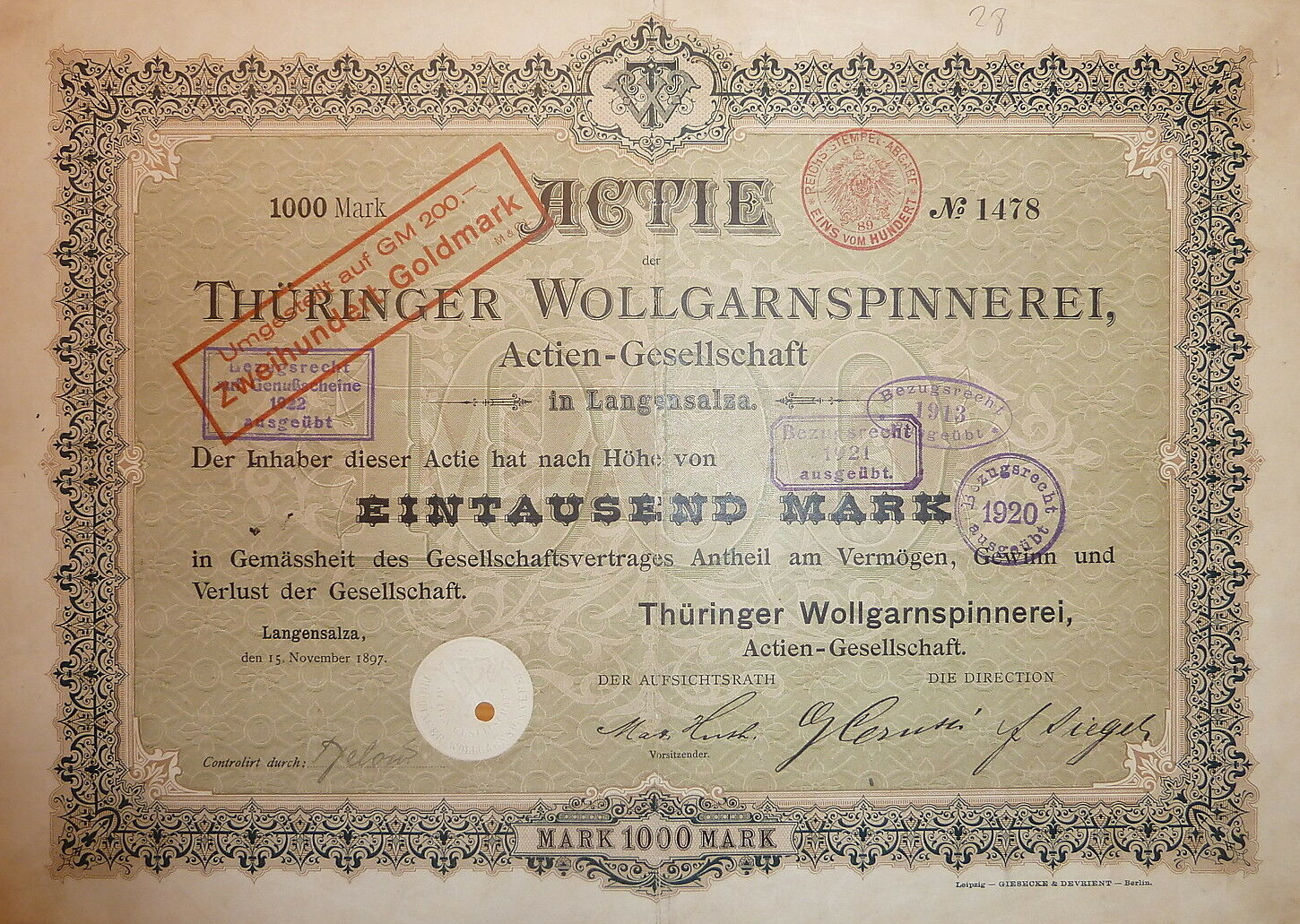
TWS-Aktie, 1897

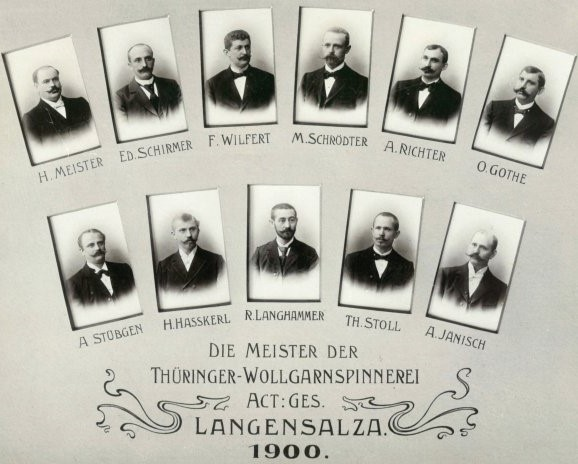
Meister der TWS, 1900

### Übernahme durch dieNordwolle

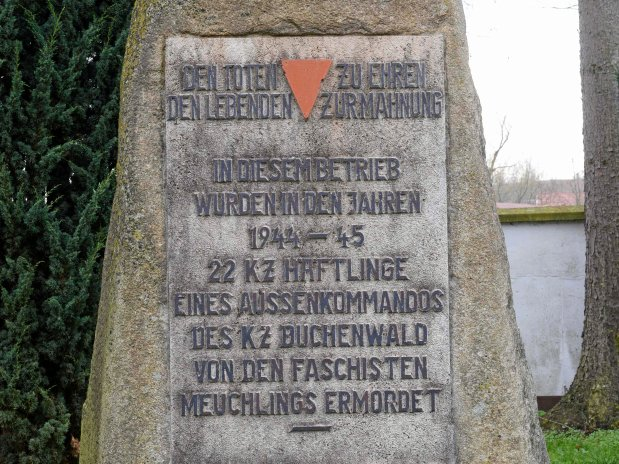
Gedenkstein 2021

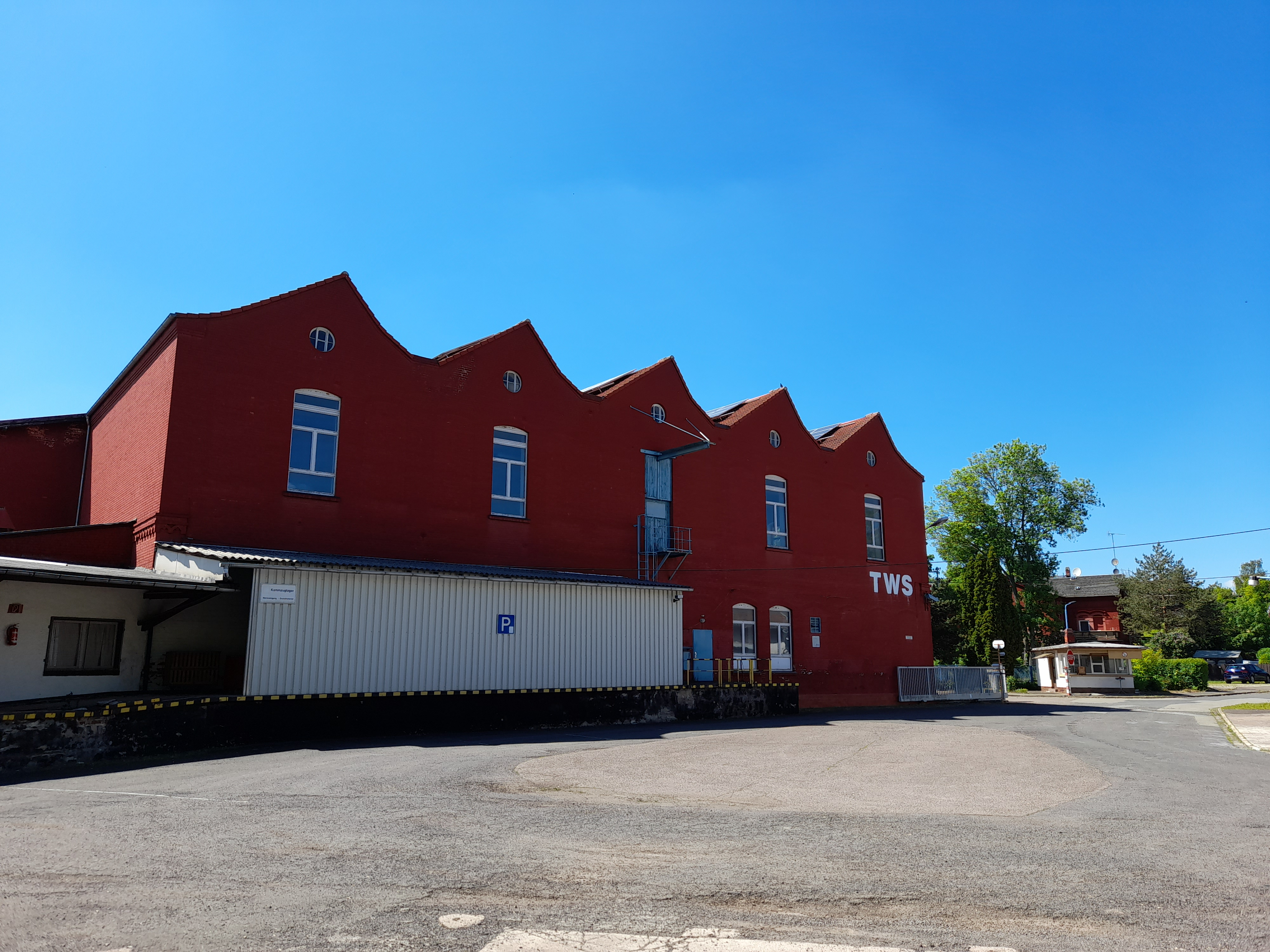
Sheddachhalle (2021)

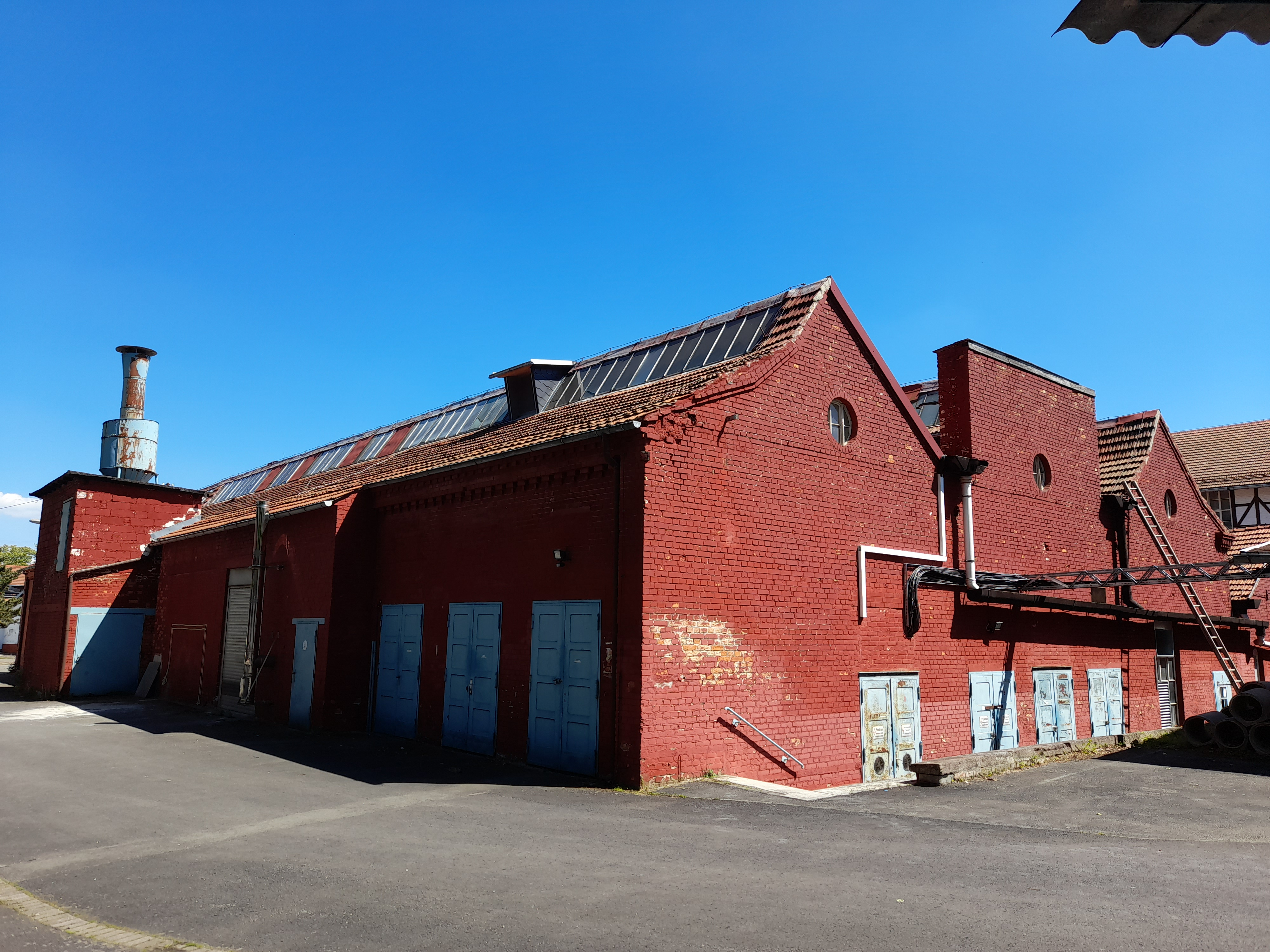
Betriebsgebäude (2021)

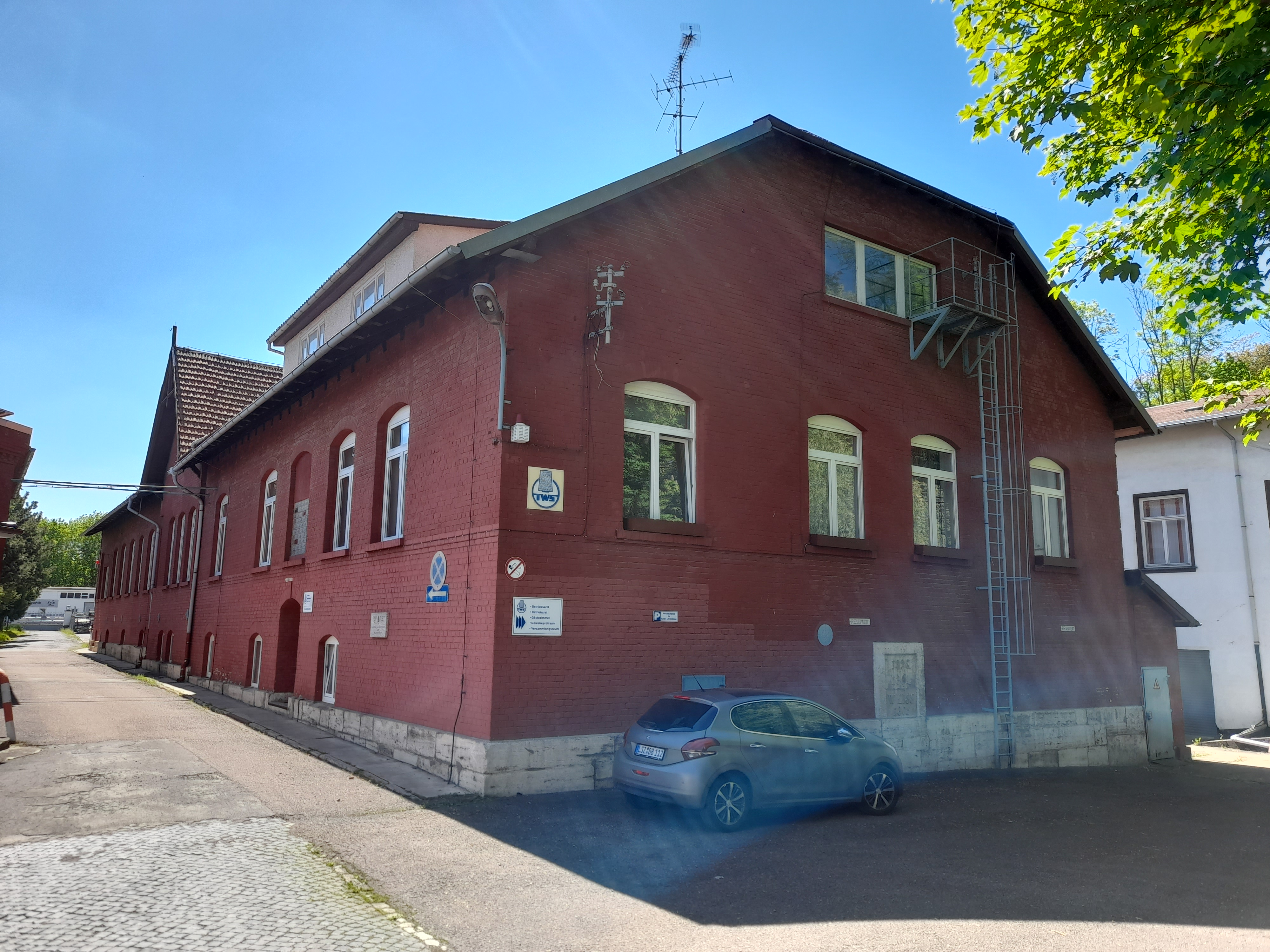
Verwaltungsgebäude (2021)

Nach Rudolph Weiß’ Tod wurde die Spinnerei 1897 unter der Firma Thüringer Wollgarnspinnerei AG in eine Aktiengesellschaft umgewandelt. Um 1900 besaß die Norddeutsche Wollkämmerei & Kammgarnspinnerei (Nordwolle) in Delmenhorst die Aktienmehrheit. Der Sitz der Thüringer Wollgarnspinnerei AG wurde nach dem Ersten Weltkrieg nach Leipzig verlegt, es bestanden Zweigwerke in Langensalza und Werdau. Um 1920 stellte die Nordwolle an den verschiedenen Standorten mit 4500 Mitarbeitern ein Viertel der Weltproduktion an Kammgarn-Rohweißgarnen her. Im Zuge des folgenschweren Konkurses der Nordwolle 1929/30 erfolgte eine Aufteilung des Konzerns in verschiedene Auffanggesellschaften.

### Auffang durch Kammgarnwerke AG
Die Thüringer Wollgarnspinnerei AG wurde von der Kammgarnwerke AG in Eupen übernommen und das Werk in Bad Langensalza als Tochtergesellschaft mit deutscher Geschäftsleitung unter der Firma Kammgarnwerke Langensalza GmbH weitergeführt. In der Folgezeit stiegen die Umsätze wieder an. Ab 1936 erhielt das Unternehmen größere Aufträge zur Wehrmachtsversorgung.

### Zweiter Weltkrieg
Während des Zweiten Weltkriegs begann eine schrittweise Umwandlung des Werks in einen Rüstungsbetrieb. Nachdem im Juli 1942 noch neue Aktien der Thüringer Wollgarnspinnerei AG herausgegeben wurden, wurden 1943 im Auftrag des Reichsluftfahrtministeriums alle Spinnereimaschinen demontiert und in eine alte Ziegelei ausgelagert, so dass sich eine Abteilung der Junkers Flugzeug- und Motorenwerke AG in den Spinnhallen einquartieren konnten. Dabei wurden KZ-Häftlinge als billige Arbeitskräfte eingesetzt. Das nunmehr zum KZ Langensalza umfunktionierte Areal wurde damit ein Außenlager des KZs Buchenwald. Die Unterbringung der Häftlinge erfolgte in den Hallen des Kammgarnwerks, das ca. 200 Häftlingen Unterkunft bot. Parallel dazu wurden jedoch auch noch im Sommer 1944 noch Textilien aus dem Werk in Langensalza verkauft.

### Verstaatlichung während der DDR-Zeit
Nach dem Krieg wurde versucht, die Spinnmaschinen schnellstmöglich wieder gebrauchsfähig zu machen, um unverzüglich die Produktion wieder aufnehmen zu können. Die Sowjetische Militäradministration in der Sowjetischen Besatzungszone erließ im Jahre 1947 ein Dekret, mit dem die Rückgabe des seit 1945 unter Zwangsverwaltung der Sowjets stehenden Betriebs an die belgischen Eigentümer unterstützt wurde. Diese erfolgte jedoch nicht. Die Aktiengesellschaft verlagerte ihren Sitz nach München. 1968 wurde der Betrieb durch die Deutsche Demokratische Republik enteignet, mit der benachbarten Grobgarnspinnerei zusammengefasst und unter dem beibehaltenen Namen Thüringer Wollgarnspinnerei (TWS) der VEB Westthüringer Kammgarnspinnereien Mühlhausen unterstellt. Der VEB Westthüringer Kammgarnspinnereien Mühlhausen war Teil des Kombinats Wolle und Seide. Das Grobgarnwerk überstand die Wendezeit nicht.

### Weiterbetrieb durch die Spinnereigruppe Wagenfeld und Schließung
In Folge der Auflösung der DDR wurden im Jahr 1992 die belgischen Alteigentümer mit mehreren Millionen DM entschädigt. Das Werk wurde an die Spinnereigruppe Wagenfeld in Wagenfeld verkauft und zunächst weiterbetrieben. Dabei machte es zunehmend Verluste. Zum Jahresende 2019 wurde der Betrieb eingestellt. Die zuletzt 43 Mitarbeiter wurden unter Einhaltung der Kündigungsfristen und nach einem mit dem Betriebsrat vereinbarten Interessenausgleich und Sozialplan entlassen. Die Fabrikgebäude wurden an andere Gewerbebetriebe vermietet. Im Mai 2021 wurde bekannt, dass das auf dem benachbarten Grundstück südlich der Salza ansässige Steinbruchunternehmen TRACO bei der Regionalen Planungsgemeinschaft Nordthüringen beantragt habe, ihren in der Innenstadt gelegenen Travertinsteinbruch auf dem Gelände der alten Kammgarnspinnerei zu erweitern.

## Erinnerungskultur
- Auf dem Gelände des Hufeland-Klinikums wurde ein Denkmal für den Stifter Rudolph Weiß errichtet.
- Die Straße in Langensalza, an der das Klinikum liegt, wurde als Rudolph-Weiß-Straße benannt.
- Im Stadtmuseum ist ein alter Webstuhl ausgestellt.
- An die 22 Opfer unter den Zwangsarbeitern während der NS-Zeit erinnert ein Gedenkstein auf dem Werksgelände.